# Validation (Pflege)
Die Validation ist sowohl eine Methode als auch eine Haltung im Umgang mit Menschen mit Demenz, die vor allem in der Altenpflege, aber auch in der Sozialen Arbeit anzutreffen ist.

## Hintergrund
Validation oder auch Validieren ist zum einen eine wertschätzende Haltung, die für die Begleitung von Menschen mit Demenz entwickelt wurde. Sie basiert insbesondere auf den Grundhaltungen der klientenzentrierten Gesprächsführung nach Carl Rogers und hat zum Ziel, das Verhalten von Menschen mit Demenz als für sie gültig zu akzeptieren („zu validieren“). Zum anderen ist das Validieren eine besondere Kommunikationsform, die von einer akzeptierenden, nicht korrigierenden Sprache geprägt ist, die die Bedürfnisse des betroffenen Menschen zu verstehen und zu spiegeln versucht.
Die Methode der Validation wurde zuerst von Naomi Feil entwickelt. Feil, eine amerikanische Sozialarbeiterin, geht davon aus, dass alte, desorientierte Menschen danach streben, die unerledigten Aufgaben ihres Lebens noch aufzuarbeiten. Die Anwender der Validation nach Feil machen es sich zur Aufgabe, die Menschen bei dieser Aufarbeitung zu unterstützen.
Nicole Richard, eine deutsche Psychogerontologin, entwickelte im Rahmen einer bundesweiten Arbeitsgruppe die Methode der Validation weiter und nannte ihre Methode Integrative Validation (IVA). Ihr Ansatz sieht es nicht als Aufgabe an, Menschen mit Demenz bei der Bewältigung „unerledigter Aufgaben“ zu begleiten, sondern sie in ihrem aktuellen Sein und ihrer aktuellen Befindlichkeit anzunehmen. Nach Richard hat dies zur Folge, dass die betroffenen Menschen ruhiger werden, weil sie sich verstanden fühlen.
In beiden Ansätzen werden die demenziellen Verhaltensweisen aufgrund der hirnorganischen Veränderungen der Betroffenen akzeptiert, Validation will nicht heilen, sondern entlastend begleiten. Es ist somit keine Therapieform, die Bezeichnung als Validationstherapie ist heute weitgehend unüblich.
Die Validation findet in Feldern der Altenpflege, Geriatrie, Palliative Care und der Gerontopsychiatrie ihren Platz. Die Gerontologie beschäftigt sich unter anderem mit der Erforschung von Auswirkungen validierenden Umgangs.
In der neueren Entwicklung löst man sich zunehmend von der Festlegung auf den einen oder anderen Ansatz, zudem hat die Methode auch Niederschlag in anderen gerontopsychiatrischen Konzepten wie der Mäeutik gefunden. Parallelen bestehen auch zur Personzentrierten Pflege nach Tom Kitwood.
Auch wenn nach wie vor Wirksamkeitsstudien fehlen, wird zunehmend auch von wissenschaftlicher Seite aus empfohlen, das „Validieren“ als hilfreichen Umgang insbesondere bei demenziell veränderten Menschen mit herausforderndem Verhalten anzuwenden, wie die im Auftrag des Bundesministeriums für Gesundheit von einer Expertengruppe entwickelten „Rahmenempfehlungen zum Umgang mit herausforderndem Verhalten bei Menschen mit Demenz in der stationären Altenhilfe“ zeigen. Auch in neueren Fachbüchern wie z. B. dem Praxishandbuch Demenz für Hausärzte, wird Validation bzw. das Validieren explizit empfohlen.

## Validation nach Feil
Es gelten dabei die zehn Grundsätze der Validation:
1. Alle Menschen sind einzigartig und müssen als Individuen behandelt werden.
2. Alle Menschen sind wertvoll, ganz gleichgültig, in welchem Ausmaß sie verwirrt sind.
3. Es gibt einen Grund für das Verhalten von verwirrten, sehr alten Menschen.
4. Verhalten im sehr hohen Alter ist nicht nur eine Folge anatomischer Veränderungen des Gehirns, sondern das Ergebnis einer Kombination von körperlichen, sozialen und psychischen Veränderungen, die im Laufe eines Lebens stattgefunden haben.
5. Sehr alte Menschen kann man nicht dazu zwingen, ihr Verhalten zu ändern. Ein Mensch ändert sein Verhalten nur, wenn er es will.
6. Sehr alte Menschen muss man akzeptieren, ohne sie zu beurteilen.
7. Zu jedem Lebensabschnitt gehören bestimmte Aufgaben. Wenn man diese Aufgaben nicht im jeweiligen Lebensabschnitt schafft, kann das zu psychischen Problemen führen.
8. Wenn das Kurzzeitgedächtnis nachlässt, versuchen ältere Erwachsene, ihr Leben wieder in ein Gleichgewicht zu bringen, indem sie auf frühere Erinnerungen zurückgreifen. Wenn die Sehstärke nachlässt, sehen sie mit dem „inneren Auge“. Wenn ihr Gehör immer mehr nachlässt, hören sie Klänge aus der Vergangenheit.
9. Schmerzliche Gefühle, die ausgedrückt, anerkannt und von einer vertrauten Pflegeperson validiert werden, werden schwächer. Schmerzliche Gefühle, die man ignoriert und unterdrückt, werden stärker.
10. Einfühlung/Mitgefühl führt zu Vertrauen, verringert Angstzustände und stellt die Würde wieder her.

### Ausbildung
Die Ausbildung in der Validation nach Feil findet in den dafür von der European Validation Association, einer europäischen Dachorganisation mit der Zielsetzung der Verbreitung der Methode, autorisierten Einrichtungen statt. Sie umfasst vier aufeinander aufbauende Stufen: Anwender, Gruppenleiter, Lehrer und Master. Sie ist in ihren Grundsätzen inzwischen Bestandteil vieler Altenpflegeausbildungen.

## Integrative Validation nach Richard (IVA)
Die Integrative Validation (IVA) nach Nicole Richard ist eine Methodik für Pflegepersonal und Betreuungskräfte für eine wertschätzende Kommunikations- und Umgangsform in der ambulanten, stationären und häuslichen Pflege von demenzkranken Menschen.
Der methodische Ansatz besteht darin, die noch vorhandenen Ressourcen der Hirnleistungen zu nutzen, mit diesen zu arbeiten und den betroffenen Patienten mit seinen Gefühlen und Antrieben ernst zu nehmen. Die Kommunikation greift den emotionalen Gehalt einer Aussage oder eines Verhaltens des zu Pflegenden auf und validiert, d. h. erklärt das dahinter stehende Gefühl für gültig und erkennt es an, ohne zu bewerten, zu analysieren oder zu korrigieren. Die Pflegenden benennen durch validierende Sätze das Gefühl, das der demente Mensch spürt, und begegnen ihm mit Äußerungen, die er versteht. So wird versucht, Vertrauen und Nähe herzustellen, um konkrete Konfliktsituationen des Pflegealltags zu entschärfen.
Die integrative Validation wurde in den 1990er Jahren unter Einbindung einer fünf Jahre tätigen Bundesarbeitsgruppe von der Gerontologin Nicole Richard konzipiert. Sie unterscheidet sich deutlich von der Validation nach Naomi Feil und kann als deren methodische Weiterentwicklung unter Berücksichtigung der deutschen Rahmenbedingungen betrachtet werden.
Inhaltlich hat sich Richard dabei von den psychoanalytisch und entwicklungspsychologisch geprägten Annahmen Feils gelöst und einen eher praxisorientierten und pragmatischen statt deutenden Ansatz entwickelt. Zugleich wurden in die IVA auch Anteile anderer therapeutischer Konzepte integriert, etwa der Biografiearbeit.
Ziel der integrativen Validation ist es, einen Zugang zur Erlebenswelt des desorientierten Menschen zu finden und mit Wertschätzung und Empathie dessen Wahrnehmungen und den daraus folgenden Reaktionen zu begegnen, um so einen möglichst hohen Grad an Lebensqualität für ihn zu erhalten.
Eine Grenze der Methodik besteht dabei in der Voraussetzung, dass das Sprachvermögen beim desorientierten Menschen noch als Medium der Kommunikation vorhanden sein muss. Hinzu kommt, dass nicht jeder Mensch mit einer eingeschränkten Orientierung auf diese Form des validierenden Umgangs eingeht und zugänglich reagiert, und dass insbesondere das Gefühl, das hinter einer Aussage oder Handlung des Menschen mit Demenz steht, richtig erkannt werden muss.
Als methodisches Konzept für die Arbeit mit Menschen mit Demenz ist die IVA ein in der Pflegegemeinde anerkanntes Modell. Viele Einrichtungen der Freien Wohlfahrtspflege haben sich von Richard inspirieren lassen, ihre Mitarbeiter zu den Workshops geschickt oder in der Methodik ausbilden lassen. Als „Die Integrative Validation nach Richard (IVA)“ ist der Begriff rechtlich geschützt.
Die IVA steht im Gegensatz zum Realitäts-Orientierungs-Training (ROT) dafür, dass die Mitarbeitenden (oder auch die Angehörigen) das komplexe Krankheitsbild Demenz völlig akzeptieren: Die betroffenen Menschen werden in ihren Äußerungen nicht korrigiert und nicht auf „unsere“ Realitätsebene geführt.

## Weitere Anwendungsgebiete
Die Validation als Haltung und Umgangsform wird auch in den künstlerischen Therapien empfohlen, wenn diese im Bereich der Arbeit mit dementen Menschen angewandt werden, so z. B. in der Musiktherapie.

## Forschung
Aufgrund der hohen praktischen Relevanz hat sich eine generelle Akzeptanz der Methode auch in wissenschaftlichen Kreisen entwickelt, wie zahlreiche Fachbücher und die Rahmenempfehlungen für den Umgang mit herausforderndem Verhalten bei Demenz zeigen. Ein Wirksamkeitsnachweis nach den Kriterien der Evidence Based Medicine konnte nicht erbracht werden, allerdings wurde die Validation in den genannten Studien als Therapie untersucht, was sie nicht zu sein vorgibt. Ein neu entwickeltes, an die Besonderheiten des Forschungsgegenstandes angepasstes, Forschungsinstrument stellt das Dementia Care Mapping dar.